# 波科萬卡區
14°13′01″S 73°04′59″W / 14.21694°S 73.08306°W
波科萬卡區（西班牙語：Distrito de Pocohuanca），是秘魯的一個行政區，位於該國南部阿普里馬克大區的艾馬賴斯省，始建於1951年10月8日，面積82.6平方公里，海拔高度3,180米，2005年人口1,277，人口密度每平方公里15人。